# Campionato di calcio USFSA 1894
Statistiche del campionato di calcio USFSA della stagione 1894, il primo campionato francese della storia                                                                         

## Torneo

### Primo round
- The White Rovers 13-0 Cercle Athlétique de Neuilly
- Standard AC - International Athletic Club (forfait da parte dell'international athletic club)

### Semifinali
- Standard AC 5-0 CP Asnières
- The White Rovers 1-0 Club Français

### Finale
- Standard AC 2-2 The White Rovers (partita ripetuta)
- Standard AC 2-0 The White Rovers